# Campeonato de Tercera División de Costa Rica 1978
El Campeonato de Fútbol de Tercera División de Costa Rica 1978, fue la edición número 55 de (Segunda División de Ascenso) en disputarse, organizada por la FEDEFUTBOL. Siendo el campeón de la temporada 1977-78 la Asociación Deportiva Naranjo.
Este campeonato constó de 94 equipos debidamente inscritos en el Comité Nacional de Fútbol Aficionado por (CONAFA). Renombrado en 1982 como Asociación Costarricense de Fútbol Aficionado (ANAFA).

## La clasificación por la Segunda División de Ascenso se dividió en 16 Regiones en todo el país
| 2.ª. División de Ascenso por (Región 1) | 2.ª. División de Ascenso por (Región 1) |
| --------------------------------------- | --------------------------------------- |
| 1                                       | A.D. Santa María de Bananita de Limón   |
| 2                                       | Selección de Matina                     |
| 3                                       | Selección de La Estrella                |
| 4                                       | Selección de Talamanca                  |

| 2.ª. División de Ascenso por (Región 2) | 2.ª. División de Ascenso por (Región 2) |
| --------------------------------------- | --------------------------------------- |
| 1                                       | Santos de Pococí                        |
| 2                                       | Selección de Guácimo                    |
| 3                                       | Selección de Río Frío de Sarapiquí      |

| 2.ª. División de Ascenso por (Región 3) | 2.ª. División de Ascenso por (Región 3)                           |
| --------------------------------------- | ----------------------------------------------------------------- |
| 1                                       | A.D. Independiente de Santa Rosa (Fusion La Isabela de Turrialba) |
| 2                                       | A.D. Imperial de Tucurrique                                       |
| 3                                       | Selección de Siquirres                                            |

| 2.ª. División de Ascenso por (Región 4) | 2.ª. División de Ascenso por (Región 4)             |
| --------------------------------------- | --------------------------------------------------- |
| 1                                       | A.D. El Carmen de Cartago (Fusion A.D. Guadalupana) |
| 2                                       | Barcelona de Tres Rios F.C                          |
| 3                                       | A.D. Oreamunense                                    |
| 4                                       | Selección de Paraíso                                |
| 5                                       | A.D. El Guarco                                      |
| 6                                       | A.D. Alvarado de Cartago Centro                     |

| 2.ª. División de Ascenso por (Región 5) | 2.ª. División de Ascenso por (Región 5) |
| --------------------------------------- | --------------------------------------- |
| 1                                       | A.D. Amigos de San Pedro                |
| 2                                       | Selección de Lomas de Ocloro            |
| 3                                       | A.D. Instituto Nacional de Seguros      |
| 4                                       | San Blas de Moravia                     |
| 5                                       | Valencia de Curridabat                  |
| 6                                       | Deportivo Linda Vista de Tibás          |
| 7                                       | C.S Guadalupe                           |

| 2.ª. División de Ascenso por (Región 6) | 2.ª. División de Ascenso por (Región 6) |
| --------------------------------------- | --------------------------------------- |
| 1                                       | A.D. Buenos Aires                       |
| 2                                       | Selección de Terrazú                    |
| 3                                       | Turrubares F.C                          |
| 4                                       | CAFESIL de Pérez Zeledón                |
| 5                                       | Selección de León Cortés                |

| 2.ª. División de Ascenso por (Región 7) | 2.ª. División de Ascenso por (Región 7)        |
| --------------------------------------- | ---------------------------------------------- |
| 1                                       | Real Argentino J.R (San Francisco de Dos Ríos) |
| 2                                       | Club Sociedad Gimnástica Española              |
| 3                                       | A.D. San Gerardo de Zapote                     |
| 4                                       | Selección de San Sebastián                     |
| 5                                       | Selección de Aserrí                            |
| 6                                       | Selección de Alajuelita                        |
| 7                                       | Selección de Desamparados                      |

| 2.ª. División de Ascenso por (Región 8) | 2.ª. División de Ascenso por (Región 8) |
| --------------------------------------- | --------------------------------------- |
| 1                                       | Coco de Santa Ana F.C                   |
| 2                                       | A.D. Alianza de Mora                    |
| 3                                       | AD Franklin Monestel de Escazú          |
| 4                                       | A.D. Pavas                              |
| 5                                       | Selección de La Uruca                   |
| 6                                       | Selección de Mata Redonda               |
| 7                                       | Oriente de Hatillo                      |
| 8                                       | Selección de Puriscal                   |

| 2.ª. División de Ascenso por (Región 9) | 2.ª. División de Ascenso por (Región 9)       |
| --------------------------------------- | --------------------------------------------- |
| 1                                       | Club Deportivo Yuba Paniagua                  |
| 2                                       | A.D. San Lorenzo F.C                          |
| 3                                       | Deportivo Independiente de San Pedro de Barva |
| 4                                       | U.N.A                                         |
| 5                                       | Selección de Santa Bárbara                    |
| 6                                       | Selección de Belén Calle Flores               |
| 7                                       | Selección de San Pablo de Heredia             |
| 8                                       | C.D. Yurusty de Santo Domingo                 |
| 9                                       | A.D. Quesada de San Isidro                    |
| 10                                      | Club Deportivo Caribe                         |
| 11                                      | Club Deportivo Laramé de Flores               |
| 12                                      | Selección de Barreal en Ulloa                 |
| 13                                      | San Francisco de Heredia                      |

| 2.ª. División de Ascenso por (Región 10) | 2.ª. División de Ascenso por (Región 10) |
| ---------------------------------------- | ---------------------------------------- |
| 1                                        | A.D. Sarchí de Valverde Vega             |
| 2                                        | A.D. Municipal Grecia                    |
| 3                                        | Selección del Pueblo en Naranjo          |
| 4                                        | COCALECA de Palmares C.F                 |
| 5                                        | Selección de San Ramón                   |
| 6                                        | Selección de Alajuela Centro             |
| 7                                        | Selección de Atenas                      |
| 8                                        | Carrillos de Poás                        |
| 9                                        | A.D. Fuerza y Luz                        |

| 2.ª. División de Ascenso por (Región 11) | 2.ª. División de Ascenso por (Región 11) |
| ---------------------------------------- | ---------------------------------------- |
| 1                                        | Selección Laguna de Alfaro Ruiz          |
| 2                                        | Selección de San Carlos                  |

| 2.ª. División de Ascenso por (Región 12) | 2.ª. División de Ascenso por (Región 12) |
| ---------------------------------------- | ---------------------------------------- |
| 1                                        | Selección de Tilarán                     |
| 2                                        | Selección de Liberia                     |
| 3                                        | Selección de La Cruz                     |
| 4                                        | A.D. Río Cañas                           |
| 5                                        | Selección de Bagaces                     |
| 6                                        | Selección de Upala                       |
| 7                                        | Selección de Las Juntas en Abangares     |
| 8                                        | Selección de Guatuso                     |

| 2.ª. División de Ascenso por (Región 13) | 2.ª. División de Ascenso por (Región 13) |
| ---------------------------------------- | ---------------------------------------- |
| 1                                        | Selección de Hojancha                    |
| 2                                        | Selección de Nandayure                   |
| 3                                        | Selección de Santa Cruz                  |
| 4                                        | Selección de Carrillo                    |
| 5                                        | Selección de Nicoya                      |

| 2.ª. División de Ascenso por (Región 14) | 2.ª. División de Ascenso por (Región 14) |
| ---------------------------------------- | ---------------------------------------- |
| 1                                        | Selección de Jicaral de Puntarenas       |
| 2                                        | Chacarita F.C                            |
| 3                                        | Selección de Orotina                     |
| 4                                        | Selección de Montes de Oro               |
| 5                                        | Selección de Esparza                     |
| 6                                        | Selección de Cóbano                      |
| 7                                        | Jesus Maria de San Mateo                 |
| 8                                        | Selección de Lepanto                     |

| 2.ª. División de Ascenso por (Región 15) | 2.ª. División de Ascenso por (Región 15) |
| ---------------------------------------- | ---------------------------------------- |
| 1                                        | U.D. Aguirre de (Quepos)                 |
| 2                                        | Municipal Parrita                        |
| 3                                        | Selección de Turrubares                  |

| 2.ª. División de Ascenso por (Región 16) | 2.ª. División de Ascenso por (Región 16) |
| ---------------------------------------- | ---------------------------------------- |
| 1                                        | Selección de Golfito                     |
| 2                                        | Selección de Coto Brus                   |
| 3                                        | Selección de Osa                         |
| 4                                        | Selección de Corredores                  |

## Formato del torneo
Se jugaron dos vueltas, en donde los equipos debían enfrentarse todos contra todos. Posteriormente se juega una octagonal y cuadrangular final (2.ª. División de Ascenso) para ascender a un nuevo inquilino para la Segunda División de Costa Rica.

## Octagonal Final de Campeones
| Tercera División de Costa Rica (2.ª. División de Ascenso 1978) | Tercera División de Costa Rica (2.ª. División de Ascenso 1978) |
| -------------------------------------------------------------- | -------------------------------------------------------------- |
| 1                                                              | A.D. Sarchí de Valverde Vega                                   |
| 2                                                              | El Independiente Santa Rosa de Turrialba                       |
| 3                                                              | Club Deportivo Yuba Paniagua                                   |
| 4                                                              | A.D. Buenos Aires                                              |
| 5                                                              | A.D. Coco de Santa Ana                                         |
| 6                                                              | Selección de Hojancha                                          |
| 7                                                              | U.D. Aguirre de Quepos                                         |
| 8                                                              | A.D. Santa Maria de Bananita de Limón                          |

## Cuadrangular final
Esa cuadrangular del Fútbol Nacional Aficionado se jugó el sábado 16 de diciembre en el Estadio Nacional de Costa Rica. Dándose el partido preliminar por el tercer lugar entre Selección de Aguirre (Damas de Quepos) y la A.D. Municipal Buenos Aires.
Luego a las 8:p. m. se efectuó la gran final entre las escuadras de A.D. Sarchí de Valverde Vega y El Independiente Santa Rosa de Turrialba. Ambos clubes favoritos para coronarse monarcas nacionales.
| Campeón- Subcampeón     | Campeón- Subcampeón                      |
| ----------------------- | ---------------------------------------- |
| 1 (Campeón Nacional)    | A.D. Sarchí de Valverde Vega             |
| 2 (Subcampeón Nacional) | El Independiente Santa Rosa de Turrialba |

## Campeón Monarca de Tercera División de Costa Rica 1978-79
| Tercera División por CONAFA 1978                                                      | Tercera División por CONAFA 1978 |
| ------------------------------------------------------------------------------------- | -------------------------------- |
| Campeón Nacional de Tercera División de Costa Rica 1978. A.D. Sarchí de Valverde Vega |                                  |

## Ligas Superiores
- Primera División de Costa Rica 1978

- Campeonato de Segunda División de Costa Rica 1977-1978

## Ligas Inferiores
- Campeonato Juvenil de Costa Rica por CONAFA 1978

- Terceras Divisiones Distritales, Independientes y de Canchas Abiertas

## Torneos
| Predecesor: Campeonato 1977 | Tercera División de Costa Rica Campeonato 1978 | Sucesor: Campeonato 1979 |